# 埃玛·弗里斯
埃玛·弗里斯（丹麥語：Emma Friis，1999年10月31日—），生于海宁，丹麦女子手球运动员。她曾代表丹麦国家队参加2024年夏季奥林匹克运动会女子手球比赛，获得一枚铜牌。